# 毓龙街道
毓龙街道，是中华人民共和国江苏省盐城市亭湖区下辖的一个乡镇级行政单位。

## 行政区划
毓龙街道下辖以下地区：
旭日社区、县前路社区、海龙路社区、八十间社区、桥东社区、供电北村社区、凌家桥社区、大圣社区、海纯社区、洋中社区、滩涂社区、东关社区、洋西社区和环城村。